# Strobilanthes glutinosus
Strobilanthes glutinosus là một loài thực vật có hoa trong họ Ô rô. Loài này được Nees miêu tả khoa học đầu tiên năm 1832.